# Associazione Radioamatori Italiani
ARI - Associazione Radioamatori Italiani, nota fino al 1977 come Associazione Radiotecnica Italiana, è un'associazione italiana che raggruppa i radioamatori italiani e fa parte dell'Unione internazionale dei radioamatori (IARU).
Fondata nel 1927 da Ernesto Montù, l'associazione è stata riconosciuta nel 1950 come ente morale tramite decreto del Presidente della Repubblica n° 368, emanato dal Presidente Luigi Einaudi.

## Organizzazione
L'ARI ha la sua sede nazionale a Milano ed è organizzata in comitati regionali e sezioni locali.
I comitati regionali hanno il compito d'interagire col consiglio direttivo nazionale CDN e le sezioni locali per coordinare le attività e dirimere eventuali controversie. I comitati regionali rappresentano i soci nelle assemblee generali (di norma una all'anno).
Le sezioni locali sono, generalmente, una per ogni provincia, ma possono essere anche più di una nel caso di comunità numerose.

## Struttura sociale
A livello nazionale l'ARI è diretta da un consiglio direttivo (CDN) composto da 9 persone: 8 soci eletti per referendum, fra i quali vengono nominati il presidente, due vicepresidenti, il segretario nazionale e un vicesegretario, più un membro in rappresentanza del Ministero dello Sviluppo Economico (Dipartimento delle Comunicazioni) e da questo nominato.
Il collegio sindacale, composto da tre sindaci, ha il compito di controllare le attività del CDN, gestire le elezioni e verificare il bilancio.
A livello periferico (regionale e locale) ci sono consigli direttivi e collegi sindacali preposti a gestire le relative attività. Le periferie hanno propria autonomia, nel rispetto dello statuto nazionale, attraverso regolamenti locali.

## Scopi
L'ARI ha lo scopo di supportare i soci nelle varie attività, fornire loro servizi, coordinare e promuovere rapporti con altre istituzioni che si occupano di radio e delle relative tecnologie, diffondere la cultura e la tecnica radioelettrica.

## Attività
Ci sono molteplici temi di interesse che portano a varie attività. Si va dalla semplice comunicazione radio tra i colleghi radioamatori di tutto il mondo, allo studio dell'elettronica applicata alla radio, allo studio della propagazione delle onde elettromagnetiche, all'autocostruzione di apparati ed antenne incluse altre svariate attività sperimentali.
- Contest. Si tratta di gare svolte in diverse modalità descritte da un apposito regolamento. Le classifiche di tali gare sono determinate da un punteggio calcolato secondo quanto previsto dal regolamento del contest ed ove: il numero di collegamenti radio, la distanza coperta, il tipo di comunicazione sono parametri che permettono di acquisire punti.
- Autocostruzione. Costruzione di apparati radio, antenne e accessori vari.
- Radiotelegrafia (CW)
- Tecniche digitali.
- Satelliti.
- Protezione civile (Radiocomunicazioni di Emergenza)

## Pubblicazioni
Organo ufficiale è RadioRivista che riporta, oltre alle comunicazioni sociali, anche articoli tecnici e notizie che riguardano il mondo della radio. Radio Rivista è distribuita ai soci in forma cartacea e in formato digitale (PDF).

## Presidenti onorari
- Guglielmo Marconi (1927/37)
- Ernesto Montù (1964/81)
- Giulio Salom - I0ACL
- Marino Miceli - I4SN (1988/99)
- Sergio Pesce - I1ZCT (alla memoria)
- Alessio Ortona - I1BYH (alla memoria)